# Guittone d'Arezzo
Guittone d'Arezzo (Arezzo, 1230/1235 – Bologna, 21 agosto 1294) è stato un poeta e religioso italiano dell'Ordine dei Frati della Beata Gloriosa Vergine Maria (Gaudenti).

## Biografia
Figlio di Viva di Michele, camerlengo del Comune, viaggiò molto, pare per ragione di commercio. Fu appassionato partigiano della fazione guelfa. Ebbe moglie e tre figli, ma "a mezza etate", convertitosi a vita religiosa, abbandonò la famiglia e nel 1256, a causa delle sue simpatie politiche, andò in esilio volontario, per alcuni anni, via da Arezzo.
Amareggiato dai troppi contrasti, intorno al 1265, colto da una forte crisi spirituale, lasciò la moglie e i figli ed entrò nell'ordine religioso di recente creazione dei Cavalieri di Santa Maria detto anche Frati della Beata Gloriosa Vergine Maria (i cosiddetti frati Gaudenti), nei quali si accedeva anche in base al censo, testimoniando così una sua estrazione familiare piuttosto alta.
Scopo dell'ordine della Beata Gloriosa Vergine Maria (che comunque non prevedeva l'obbligo del celibato né della vita in comunità) era quello di favorire in "Lombardia" (Nord Italia) così come in Toscana la pace tra Guelfi e Ghibellini ed effettivamente l'ultima parte della sua vita lo vide attivo nel promuovere l'idea che per la pacificazione della Toscana sarebbe stato auspicabile la creazione di uno stato regionale in quella terra, magari sotto la guida di Firenze.
A seguito della crisi religiosa si può notare un cambiamento nella sua poetica: oltre a firmarsi come Fra Guittone, nella canzone "Ora parrà s'eo saverò cantare" rifiuta la produzione letteraria precedente, arrivando a paragonare l'amore con il follore (follia).
Dalle sue opere, e specialmente dalla lettura delle sue lettere, emerge il quadro di una personalità forte e di grande cultura europea. Nonostante le dure critiche poi mossegli da Dante, le conoscenze e gli studi di Guittone erano di alto livello. In particolare, la sua produzione dimostra che Guittone aveva un'approfondita conoscenza della lirica siciliana e che padroneggiava in modo straordinario anche quella trobadorica in lingua occitano-provenzale. Lo stesso tipico, programmatico virtuosismo dell'aretino non sarebbe pensabile senza una vasta cognizione letteraria.

## Opere

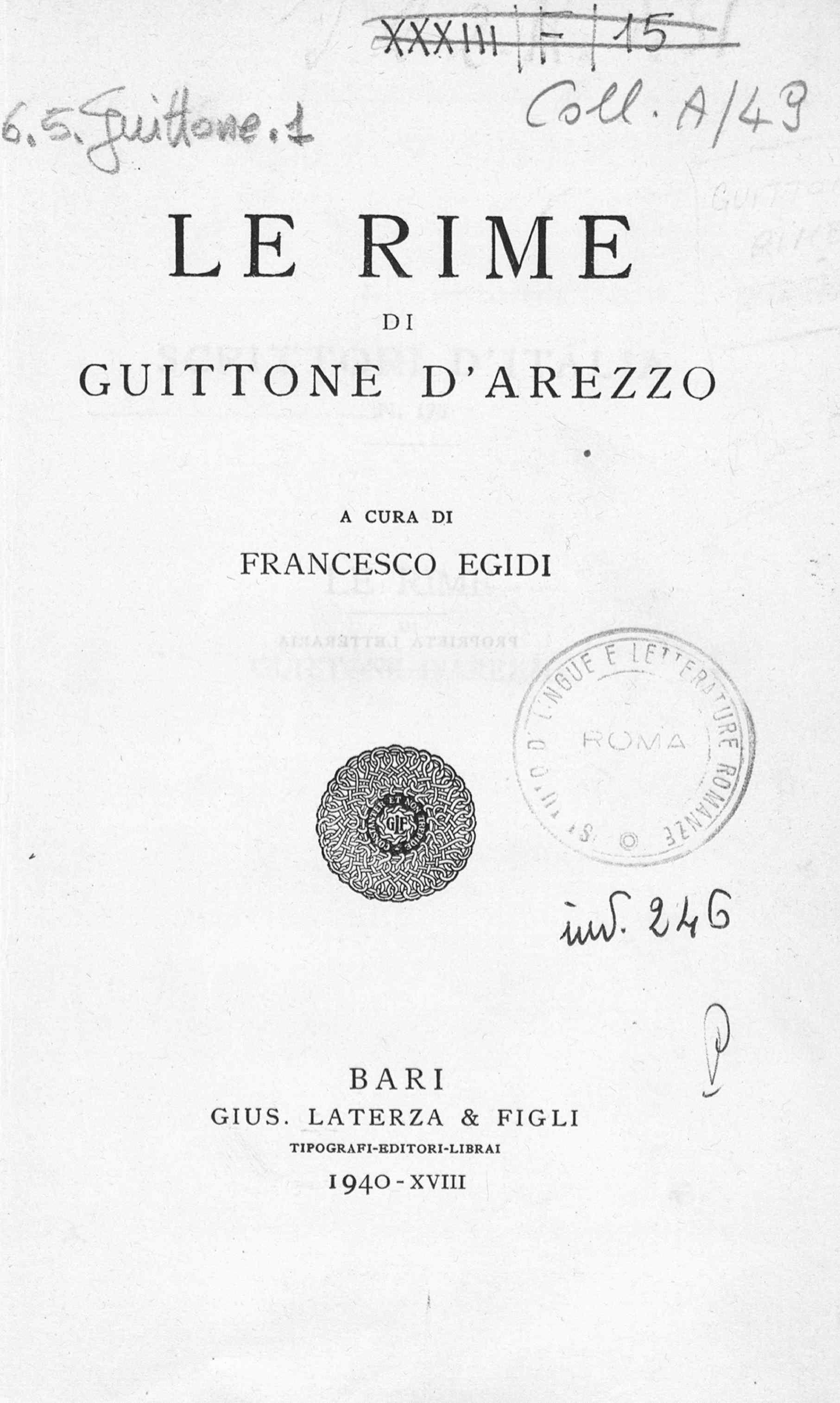
Rime

Il canzoniere di Guittone è particolarmente ricco; il corpus conta infatti 50 canzoni e 251 sonetti, conservati nei manoscritti italiani delle origini e di cui il codice Laurenziano Rediano 9, che riunisce rime d'amore e canzoni politiche, costituisce il testimone più importante. Alcuni componimenti di cui non è pervenuta una testimonianza manoscritta sono noti attraverso la Giuntina di rime antiche. Celebre è il planh ("lamento") Ahi lasso, or è stagion de doler tanto sulla battaglia di Montaperti nel 1260. Il codice Laurenziano conserva la nota corona di sonetti amorosi di Guittone, legati tra loro da uno sviluppo macrotestuale (che anticipa per alcuni aspetti la struttura del Canzoniere petrarchesco) e da elementi microtestuali, quali riprese rimiche, allitterazioni e altre figure retoriche, ereditate in gran parte dalla tradizione trobadorica.
Ahi, quant'ho che vergogni e che doglia aggio Canzone nella quale viene narrata la conversione di Guittone.
Ora parrà canzone dove si mette in scena la dialettica tra canto d'amore e canto morale e si proclama la scelta di una poesia ispirata a un ideale di giustizia e saggezza in nome di Dio.
Nella vasta opera di Guittone si contano anche circa 50 lettere di argomento civile e cortese.
Un'altra celebre opera di Guittone è la poesia Tuttor ch'eo dirò gioi, gioiva cosa, un inno alla gioia amorosa. Questa gioia si impadronisce dell'animo dell'uomo e gli permette di intraprendere un'esaltante avventura, generando a sua volta altre emozioni gioiose.

## Temi
Guittone si colloca in un'ottica piuttosto critica nei confronti dell'eredità trobadorica e della siciliana, dovuta all'inconciliabilità fra la visione cortese dell'amore e la morale cristiana. A suo avviso, infatti, tutta la poetica amorosa provenzale era semplicemente un espediente per ottenere la soddisfazione del proprio desiderio sessuale.
Fino alla sua entrata nell'ordine dei frati gaudenti, si può identificare un periodo "giovanile" nel quale la denuncia verso l'amor cortese assume toni sarcastici e dissacratori, e l'amore viene visto come una "malattia" dalla quale si può e si deve guarire (si ricordi la serie di 12 sonetti sull'Ars amandi detto Trattato d'amore, sarcastico manuale sulla seduzione).
Nella sua fase più matura, Guittone pur senza rinunciare alla sua animosità assume un contegno più moraleggiante, rivolto maggiormente alla catechesi e all'istruzione dell'uditorio. Le canzoni si fanno di tono più ascetico, e vengono composte anche delle laude.
Critico quanto Dante Alighieri della situazione politica coeva, Guittone vedeva nella creazione di uno stato regionale toscano forte (anche sotto la guida di Firenze) l'unica possibilità di pace per la sua terra. In questo le sue idee politiche furono profetiche (in effetti la Toscana sarà unificata completamente dai Medici entro il XVI secolo).

## Stile
Dal punto di vista tecnico, Guittone è probabilmente il poeta duecentesco più influente in territorio toscano, costituendo un punto di riferimento per molti altri poeti e rappresentando sicuramente la principale ispirazione dei primi tentativi poetici del giovane Dante Alighieri. I critici hanno parlato di una scuola guittoniana, o guittonismo, contrapposta alla fine del Duecento a una poetica più vicina all'eredità provenzale (quella che poi porterà allo Stilnovismo).
Nella produzione guittoniana troviamo vari modi di scrivere, da quello fedele alla koinè letteraria pan-toscana (non impermeabile ad apporti anche demotici, per esempio di ambito popolare, mercantile) a quello più aristocratico, fedele alla grande tradizione occitana e francese che tanto successo e adesioni avevano raccolto (e raccoglieranno) in Toscana, regione da sempre particolarmente legata alle Gallie transalpine (a tal proposito si ricordi Rustichello da Pisa, l'autore de Il milione con la storia dei viaggi di Marco Polo, che scriveva in francese).
In molte opere di Guittone sono quindi presenti esplicite citazioni (spesso traduzioni di grande maestria linguistica) da autori come Cadenet, Peire Vidal, Benoit de Saint-Maure, Peire Rogier, Chrétien de Troyes, le allusioni ad opere di Raimbaut d'Aurenga, Bernart de Ventadorn e Rigaut de Berbezilh e i contatti con l'arte di Raimon de Miraval, Arnaut de Tintinhac, Raimbaut de Vaqueiras.
A causa di questo forte legame con la letteratura occitana, il suo stile è sempre stato ritenuto molto tecnico e difficile.
È questo stile "trobadorico" che poi è passato nella tradizione accademica come tratto distintivo di Guittone. Si tratta di uno stile caratterizzato da un certo trobar clus e da uno sperimentalismo molto spinto nella modifica delle forme metriche canoniche (principalmente canzoni dallo schema inusuale e sonetti rinterzati, raddoppiati, ritornellati, caudati...). 
Tra i principali prosecutori dell'eredità guittoniana, perlomeno stando ai testimoni a noi pervenuti, si possono ricordare, Monte Andrea, Chiaro Davanzati, Ciolo de la Barba oltre al giovane Dante Alighieri.